# Wang Can (Poolbillardspieler)
Wang Can (* 10. Februar 1994) ist ein chinesischer Poolbillardspieler.

## Karriere
2008 nahm Wang erstmals an einer Weltmeisterschaft teil. Bei der 10-Ball-WM schied er jedoch sieglos in der Vorrunde aus. 2011 wurde er bei den China Open Neunter, 2012 wurde er Fünfter. Im Oktober 2012 wurde Wang Neunter beim Johnny Archer Classic, Vierter beim Championship Cloth Pro Classic und belegte bei den US Open den 13. Platz.
Im Mai 2013 kam Wang Can bei den China Open auf den 33. Platz. Bei der Ultimate 10-Ball Championship verlor er im Finale gegen den Finnen Mika Immonen. Beim Souqthern Classic wurde er im Juni 2013 Siebter, bei der West Coast Challenge im One Pocket wurde er Neunter, im 10-Ball erreichte er den siebten Platz.
Im Juli 2013 wurde er zudem Fünfter bei den Hard Times 10-Ball Open und belegte bei den 8-Ball-US Open den 17. Platz. Im August 2013 verpasste er beim World 14.1 Tournament mit dem 17. Platz nur knapp den Einzug in die Finalrunde.
Bei der 9-Ball-WM im September 2013 erreichte er die Runde der letzten 64, in der er jedoch gegen den Griechen Nikos Ekonomopoulos ausschied. Bei den US Open 9-Ball 2013 erreichte Wang den 17. Platz. Im Dezember 2013 erreichte er erstmals ein Finale bei der Predator Pro-Am Tour. Dieses verlor er jedoch gegen Earl Strickland.
Beim Derby City Classic erreichte Wang Can 2014 den siebten Platz im Bank Pool und den 30. Platz im 9-Ball. Im Januar hatte er bereits zum zweiten Mal den zweiten Platz bei der Predator Pro-Am Tour erreicht. Wenige Tage nach dem Derby City Classic gewann er im Februar dann zum bislang einzigen Mal ein Turnier dieser Serie.
Bei den China Open 2014 erreichte Wang die Finalrunde. Im Sechzehntelfinale unterlag er jedoch dem Deutschen Thorsten Hohmann. Bei der 9-Ball-WM schied er in der Runde der letzten 64 gegen den Philippiner Warren Kiamco aus. Im November 2014 nahm er erstmals am World Pool Masters teil, bei dem er im Achtelfinale gegen Karol Skowerski verlor.
Im Februar 2015 erreichte Wang das Achtelfinale der Chinese 8-Ball World Championship und das Sechzehntelfinale der 10-Ball-WM. Im September 2015 schaffte er zum dritten Mal in Folge den Einzug in die Finalrunde der 9-Ball-Weltmeisterschaft. Nach Siegen gegen Tōru Kuribayashi und Ruslan Tschinachow erreichte er schließlich das Achtelfinale, in dem er seinem Landsmann Wu Jiaqing mit 9:11 unterlag.
Wang Can nahm bislang einmal am World Cup of Pool teil. 2014 bildete er gemeinsam mit Dang Jinhu das chinesische Doppel. Sie erreichten dabei das Viertelfinale, in dem sie jedoch den Österreichern Albin Ouschan und Mario He unterlagen.
Bei der Team-WM 2014 wurde Wang mit der zweiten chinesischen Mannschaft im Finale gegen die Philippinen Weltmeister.